# Panama na Letnich Igrzyskach Olimpijskich Młodzieży 2010
Panama na Letnich Igrzyskach Olimpijskich Młodzieży w Singapurze w 2010 reprezentowało 7 sportowców w 3 dyscyplinach.

## Skład kadry

### Lekkoatletyka
- Mateo Edward
- Juan Mosquera

### Koszykówka
- Darwin Archibold
- Alejandro Grant
- Enrique Grenald
- Bryan Waithe

### Jeździectwo
- Alejandra Ortiz